# Zakaria Habti
Zakaria Habti (ur. 6 lutego 1998) – marokański piłkarz, grający na pozycji prawego napastnika. W sezonie 2020/2021 zawodnik Rai Casablanca.

## Kariera klubowa
Do 2019 roku grał w juniorskich zespołach Rai.
W seniorskim zespole zadebiutował 27 października 2019 roku w meczu przeciwko Olympique Safi, zremisowanym bezbramkowo. W swoim debiutanckim sezonie (2019/2020) został mistrzem kraju. Pierwszą asystę zaliczył 3 marca 2021 roku w meczu przeciwko Union Sidi Kacem, wygranym 2:0. Asystował przy bramce w 88. minucie. Pierwszą bramkę strzelił 21 kwietnia 2021 roku w meczu Afrykańskiego Pucharu Konfederacji przeciwko Namungo FC, wygranym 0:3. Najpierw asystował przy bramce Iliasa Haddada w 8. minucie, a w 36. sam strzelił gola. Łącznie dla Rai do 4 czerwca 2021 roku rozegrał 9 ligowych meczów i raz asystował.